# Mackworth Castle

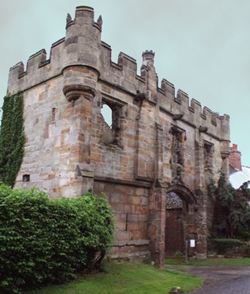
Torhaus von Mackworth Castle

Mackworth Castle ist eine Burgruine am oberen Ende des Dorfes Mackworth bei Derby in der englischen Grafschaft Derbyshire. Die Burg wurde im 14. oder 15. Jahrhundert erbaut und mehrere Jahrhunderte lang lebte dort die Familie Mackworth. Irgendwann verfiel die Burg und es blieben nur die Ruinen eines Torhauses übrig, die auf eine ehemals große Burg schließen ließen. Ein Bericht von 1911 vertritt die Meinung, dass trotz der Ähnlichkeit des Torhauses mit einer Burg der Rest der Gebäude eher bescheiden gewesen sei. Die bis heute erhaltenen Überreste sind Teil eines Scheduled Monuments.

## Geschichte
Der genaue Bauzeitraum der Burg ist nicht sicher; man nimmt an, dass sie zwischen dem Anfang des 14. Jahrhunderts und dem Ende des 15. Jahrhunderts entstanden ist. Der erste Mackworth, Henry du Mackworth, erscheint in den Pipe Rolls 1254 und der Faden der Mackworths kann bis ins frühe 15. Jahrhundert verfolgt werden. Mackworth Castle blieb bis 1655 oder 1656 in der Familie; dann verkaufte es Sir Thomas Mackworth, 3. Baronet, der nach Normanton in Rutland umgezogen war, an Sir John Curzon, 1. Baronet. Lokale Legenden geben an, dass die Burg im englischen Bürgerkrieg durch die Explosion von Munition auf einem nahegelegenen Hügel zerstört worden sei. Aber Rev. Charles Kerry von der Derbyshire Archaeological Society stellt die Frage, ob die Burg nicht schon vor dem Kauf durch Curzon begonnen hatte, zu verfallen. Er argumentiert, dass „wenn Mackworth Castle ein geeigneter Ort für den Empfang von Maria Stuart gewesen wäre, es Sir Ralph Sadler auf seinem Weg mit seiner Gefangenen nach Tutbury Castle nicht übersehen hätte“. Sadler gewährte Maria Stuart Obdach, was Königin Elisabeth I. befremdete. Als Erklärung schrieb er am 5. Februar 1584 an die Königin, dass er niemals so gehandelt hätte, wenn es ein geeignetes Haus in der Nähe dieser Stadt gegeben hätte, in dem seine Gefangene hätte übernachten können.
Im Wesentlichen ist das, was von dem Gebäude übriggeblieben ist, das Torhaus, ein quadratisches, mit hohen Zinnen versehenes Bauwerk, das als separates Gebäude stehen konnte. Laut English Castles: A Guide by Counties war das Torhaus ein Zubau aus der Tudorzeit. Kerry datiert es auf kurz vor dem Jahr 1500. Einige Hinweise auf das Layout des Restes der Gebäude kann man aus den rechteckigen Freiflächen an der Westseite des Torhauses erhalten, die einst Höfe bildeten. Die Ruine des Torhauses hat English Heritage als historisches Bauwerk I. Grades gelistet.
Laut Anthony Emerys Greater Medieval Houses of England and Wales, 1300–1600: East Anglia, Central England and Wales war das Gebäudeensemble vermutlich nie besonders großartig. Er erzählt, dass ein Bericht von 1911 meinte, dass die Wände um diese Freiflächen vermutlich „niedrige Fachwerkwände“ wie die des nahegelegenen Hauses der Familie Tuchet aus dem 14. Jahrhundert gewesen sein müssen, die bei den Mackworths als Stewards dienten. Emery schreibt, dass „der Eingang nichts weiter als Protzgebäude war, ein sehr frühes Beispiel dieses Verlangens nach einer Welt von Ritterlichkeit und Romantik, deren Zeit längst vorbei ist“.

### Hollywood
Auf Mackworth Castle finden Ereignisse statt, über die in dem Film Der eiserne Ritter von Falworth mit Tony Curtis in der Hauptrolle erzählt, der seinerseits auf der historischen Novelle Men of Iron von Howard Pyle aus dem 19. Jahrhundert basiert.